# Pierre-Félix de la Croix de Chevrières
 (août 2017).
Si vous disposez d'ouvrages ou d'articles de référence ou si vous connaissez des sites web de qualité traitant du thème abordé ici, merci de compléter l'article en donnant les références utiles à sa vérifiabilité et en les liant à la section « Notes et références ».
Pierre-Félix de la Croix de Chevrières (10 juin 1644 à Grenoble - 16 juin 1699 à Grenoble), de la famille de la Croix de Chevrières, était marquis de Chevrières, comte de Saint-Vallier.

## Carrière militaire
Il a fait sa première campagne à 20 ans, en Afrique sous les ordres du duc de Beaufort. et à la prise de Gigery. Il est nommé le 20 décembre 1666 colonel d'un régiment d'infanterie du petit vieux corps qui a pris alors le nom de régiment de Saint-Vallier. Il le commande à l'armée de Flandre sous les ordres du maréchal de Créquy, puis au siège de Dôle, ensuite au secours de Candie, en 1669.
Il est nommé aux conseil d'État et privé et pourvu en 1670 de la charge de capitaine des gardes de la Porte du Roi. Il a fait les campagnes en Hollande, en Flandre, et en Franche-Comté.
Par lettres patentes de février 1682, Louis XIV a érigé la terre de Chevrières en marquisat.
Le roi a confirmé les titres du comté de  Saint-Vallier par lettres patentes d'avril 1687 et du comté de Vals par lettres patentes de septembre 1690.

## Mariage et descendance
Il a épousé, par contrat du 11 mai 1675, Jeanne de Rouvroy, fille de Pierre de Rouvroy, seigneur du Puy et de Froissy, maréchal de camp, capitaine au régiment des Gardes françaises, et de Marie-Ursule de Gontery.
De leur mariage sont issus:
- - Jean-Baptiste de la Croix de Chevrières, né à Paris le 21 avril 1676, mort jeune.
  - Henri-Bernard de la Croix de Chevrières, qui épouse Denise Marie de Louviers; ils sont les parents de Nicolas Amédée de la Croix de Chevrières;
  - François-Paul de la Croix de Chevrières, chevalier de Saint-Vallier, né le 18 avril 1689. À 15 ans il a levé une compagnie à la formation du régiment de la Feuillade infanterie, en 1704. Il a été promu maréchal de camp le 1er mars 1738. Il a été tué le 25 septembre 1742.
  - Barbe de la Croix de Chevrières, mariée en 1703 avec François de Prunier de Lemps, seigneur de Lemps, de la Chèze, de Maubourg..., capitaine au régiment de Sauzay.
  - Angélique de la Croix de Chevrières, mariée en 1710 à Joseph de Bocfozel, marquis de Montgontier.